# Entre nosotros (novela)
Entre nosotros es una novela de vampiros del escritor español Juan Ignacio Carrasco, que constituye su primer libro.

## Sinopsis
La novela cuenta la vida del joven Abel Young, un adolescente estadounidense de un pueblecito de Tennessee que con 17 años está a punto de acabar el instituto y quiere casarse con su novia Mary, sin embargo su novia le abandona por sorpresa, lo que le provoca un trauma que le hace llorar descontroladamente, y un psicólogo le recomienda refugiarse en la lectura.
Siguiendo los consejos de su tutor, Abel escribe un cuento de terror de vampiros plagiado de un relato de Lord Byron, pero su tutor lo encuentra tan original y verosímil que lo anima a participar en un seminario de jóvenes escritores cerca de Nueva York, allí, junto a una joven estudiante japonesa, el maestro del seminario y su misterioso hijo Gabriel, Abel descubre que el seminario es en realidad un cebo de los verdaderos vampiros, que utilizan el seminario para deshacerse de quienes escriben historias demasiado cercanas a la realidad de lo que son.
Abel y sus aliados tendrán que arreglárselas para defenderse de la persecución de unas criaturas crueles e implacables.
La novela concluye con el relato El juramento, que supuestamente Abel escribió. En este relato Lord Byron escribe un relato sobre vampiros para revelar su cruel dominio sobre la sociedad de su época, un relato que terminará convirtiéndose en la base de El vampiro de Polidori.